# Euphorbia graciliramea

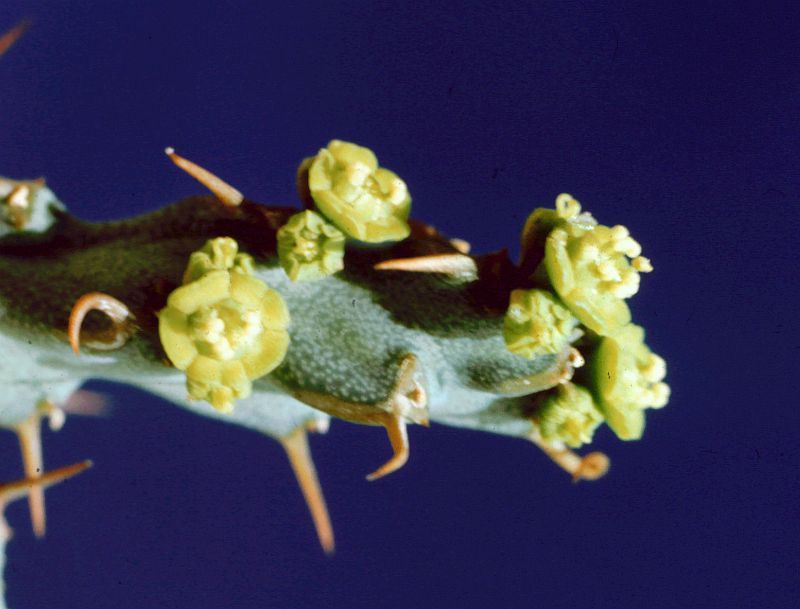
Inflorescencias

Euphorbia graciliramea es una especie fanerógama perteneciente a la familia de las euforbiáceas. Es endémica de Tanzania y Uganda.

## Descripción
Es una planta suculenta perennifolia copetuda que alcanza los 15 cm de altura y 30 (-60) cm de diámetro, la ramificación es densa desde la base, en el ápice de una gruesa raíz carnosa; las ramas carnosas de 25 cm de largo y 5-10 mm de diámetro, cilíndricas, rara vez ramificadas excepto en la base , con dientes poco profundos  ± prominentes.

## Ecología
Se encuentra en los suelos pedregosos en los pastizales y matorrales secos caducos abiertos; a una altitud de 700-2025 metros.
Muy fácil de cultivar como planta colgante.

## Taxonomía
Euphorbia graciliramea fue descrita por Ferdinand Albin Pax y publicado en Botanische Jahrbücher für Systematik, Pflanzengeschichte und Pflanzengeographie 34: 78. 1904.
Etimología
Euphorbia: nombre genérico que deriva del médico griego del rey Juba II de Mauritania (52 a 50 a. C. - 23), Euphorbus, en su honor – o en alusión a su gran vientre –  ya que usaba médicamente Euphorbia resinifera. En 1753 Carlos Linneo asignó el nombre a todo el género.
graciliramea: epíteto latino que significa